# Poul Schou
Poul Schou er en arkitekt og grafiker.
Uddannet fra Kunstakademiet.
Modtager af Den danske Designpris 2000.
Modtager af Papyrus Award 2000.